# Ornithidium jamesonii
Ornithidium jamesonii är en orkidéart som beskrevs av Heinrich Gustav Reichenbach. Ornithidium jamesonii ingår i släktet Ornithidium och familjen orkidéer. Inga underarter finns listade i Catalogue of Life.